# 大平山 (防府市)
大平山（おおひらやま）は、山口県防府市牟礼にある山。標高631メートルで、防府市の最高峰である。
山頂には公園が整備されているほか、東は周南市から西は山口市・宇部市までを瀬戸内海沿いに見渡せるロケーションを生かして、県内テレビ局の本局（送信所）が設けられている。また、牧場もある。

## 概要
- 防府市と周南市の市境に位置する。
- 山陽自動車道と山陽新幹線の大平山トンネルは、当山の真下を貫通している。一方、国道2号（防府バイパス）は大平山交差点である。これは麓に道路があるが貫通していない。

## 山頂公園
古くから防府市屈指のビューポイントとして親しまれてきた。併設された展望台の老朽化が激しくなったことと、大平山ロープウェイの利用促進のために2004年（平成16年）10月に全面リニューアルされ、芝生広場・遊具広場などを備えた多目的公園に生まれ変わった。現在、展望台は一部を除き利用可能である。
2022年（令和4年）頃には遊具の破壊、トイレの焚き火など悪質な行為が多発したため、管理者の防府市は、2023年（令和5年）2月1日から夜間、駐車場を閉鎖する措置を採った。
10万株と言われるツツジが植えられた名所としても知られ、毎年5月には「大平山つつじ祭り」が開催されている。

### ロープウェイ
山麓と山頂を結ぶロープウェイは、1959年（昭和34年）3月21日に開業。元はNHK防府総合テレビジョン（現山口放送局）の送信所の開設準備のために建設された。
しかし、ロープウェイの開業から2014年（平成26年）3月までの累積赤字は約23.3億円と赤字が続き、黒字転換が見込みにくい状況にあった。
そのため、1998年（平成10年）に大平山索道事業検討協議会を設置して存廃を協議してきたが、当面は「廃止決定は時期尚早」として運行が継続されたと結論が出されたが、その後も定期的に廃止の可能性も含む事業計画の見直しが続いていた。
ところが、2014年（平成26年）7月15日から行われていた法定点検で、メインロープに傷や想定以上の磨耗が認められたため、8月から運行休止となった。
そして、協議会で事業方針を検討して「廃止の方向で検討」という意見書がまとまり、改修に十数億円の費用がかかって採算性や財政への悪影響が懸念されることなど理由に、2015年（平成27年）2月18日に廃止を正式に発表した。同年10月23日に撤去工事の安全祈願祭が行われた。撤去工事後は山頂駅に台座を設け2台のゴンドラを展示する予定。

### アクセス
- JR防府駅から防長バスロープウェイ山麓駅行きで18分、山麓駅から徒歩約40分[8]。
- JR富海駅から徒歩約2時間30分。
- 山陽自動車道防府東ICから車で約30分。

- 大平山
- 山頂付近の送信所とツツジ
- 大平山山頂公園

## 送信所
山口県内のテレビ局・FM局はいずれも大平山山頂に本局（送信所）を設けている。演奏所（スタジオ）が山口市・周南市にあるため、防府市にありながら山口本局・周南本局を名乗っている。

## 周辺
- 春日神社
- 阿弥陀寺
- 多々良山
- 天神山（旧名は酒垂山）
- 右田ヶ岳 - 市内にある標高426メートルの山
- 椿峠 - 防府市と周南市の境にある峠